# Heavy (Iron Butterfly)
| Recensione              | Giudizio        |
| ----------------------- | --------------- |
| AllMusic                | [ 1 ]           |
| Sputnikmusic            | 4.0 (Excellent) |
| Progplanet              | [ 3 ]           |
| Debaser                 | [ 4 ]           |
| Progarchives            | [ 5 ]           |
| Dizionario del Pop-Rock | [ 6 ]           |
| 24.000 dischi           | [ 7 ]           |

Heavy è l'album d'esordio del gruppo rock Iron Butterfly pubblicato nel gennaio del 1968.
La maggior parte delle canzoni sono sostanzialmente semplici, basate su un riff iniziale, mischiate con canzoni pop e cover blues.

## Il disco
Le prime due canzoni, Possession e Unconscious Power furono scritte dal tastierista Doug Ingle e vennero pubblicate come singoli.
Iron Butterfly Theme è una traccia strumentale ed è la più lunga dell'album (dura più di 4 minuti), inoltre contiene alcuni temi presenti anche nella mega-hit del gruppo, In-A-Gadda-Da-Vida.
Nell'album sono riscontrabili alcune influenze dei Beatles.
La copertina dell'LP mostra i componenti del gruppo che suonano i loro rispettivi strumenti davanti a una grande statua riproducente un orecchio umano, Darryl DeLoach è seduto sulla cima del monumento e suona un tamburello.
Tre dei quattro componenti del gruppo (Jerry Penrod, Darryl DeLoach e Danny Weis) lasciarono il gruppo poco dopo la registrazione dell'album.

## Tracce
Lato A
1. Possession – 2:41 (Doug Ingle)
2. Unconscious Power – 2:29 (Ron Bushy (testo); Doug Ingle, Danny Weis (musica))
3. Get Out of My Life, Woman – 3:54 (Allen Toussaint)
4. Gentle as It May Seem – 2:25 (Darryl DeLoach (testo); Danny Weis (musica))
5. You Can't Win – 2:38 (Darryl DeLoach (testo); Danny Weis (musica))

Durata totale: 14:07
Lato B
1. So-Lo – 4:02 (Darryl DeLoach (testo); Doug Ingle (musica))
2. Look for the Sun – 2:11 (Darryl DeLoach (testo); Danny Weis, Doug Ingle (musica))
3. Fields of Sun – 3:10 (Darryl DeLoach (testo); Doug Ingle (musica))
4. Stamped Ideas – 2:04 (Darryl DeLoach (testo); Doug Ingle (musica))
5. Iron Butterfield Theme – 4:35 (Doug Ingle)

Durata totale: 16:02
Edizione CD del 1991, pubblicato (in Germania) dalla Repertoire Records (RR 4128-WZ)
1. Possession – 2:46 (Doug Ingle)
2. Unconscious Power – 2:32 (Ron Bushy, Danny Weis, Doug Ingle)
3. Get Out of My Life, Woman – 3:58 (Allen Toussaint)
4. Gentle as It May Seem – 2:28 (Darryl DeLoach, Danny Weis)
5. You Can't Win – 2:39 (Darryl DeLoach, Danny Weis)
6. So-Lo – 4:04 (Darryl DeLoach, Doug Ingle)
7. Look for the Sun – 2:14 (Darryl DeLoach, Danny Weis, Doug Ingle)
8. Fields of Sun – 3:13 (Darryl DeLoach, Doug Ingle)
9. Stamped Ideas – 2:08 (Darryl DeLoach, Doug Ingle)
10. Iron Butterfly Theme – 4:39 (Doug Ingle)
11. I Can't Help But Deceive You Little Girl – 3:32 (Doug Ingle) – Bonus Track
12. To Be Alone – 3:04 (Doug Ingle, Bob Edmondson) – Bonus Track

Durata totale: 37:17

## Formazione
- Doug Ingle - organo, voce
- Danny Weis - chitarra
- Jerry Penrod - basso, voce
- Ron Bushy - batteria
- Darryl DeLoach - percussioni

## Produzione
- Charles Greene e Brian Stone - produttori (LP e CD #1 a #10)
- Arif Mardin e Tom Dowd - produttori (solo brano: I Can't Help But Deceive You Little Girl
- Arif Mardin - produttore (solo brano: To Be Alone)